# Даффас, Герберт
Сэр Герберт Джордж Холуэлл Даффас (англ. Herbert George Holwell Duffus; 30 августа 1908, Сент-Энн Бей, Ямайка — 22 октября 2002) — ямайский государственный деятель, и.о. генерал-губернатора Ямайки (1973).

## Биография
Получил образование в колледже Корнуолла на Ямайке. Имел признанный статус адвоката — на Ямайке (1930, в Великобритании (1948).
- 1946—1958 гг. — мировой судья,
- 1958—1962 гг. — младший судья,
- 1962—1964 гг. — судья Апелляционного суда,
- 1964—1967 гг. — президент Апелляционного суда,
- 1968—1973 гг. — председатель Верховного суда,
- 1968 и 1973 гг. — и. о. генерал-губернатора Ямайки.

В 1973—1976 гг. — канцлер англиканской Церкви на Ямайке.
Также занимал должности председателя кломиссий:
- 1954 г. — по расследованию положения в тюрьмах Ямайки,
- 1974 г. — по расследованию отправления правосудия и жестокости полиции в Гренаде,
- 1958—1968 гг. — по вопросам полицейской службы Ямайки,
- 1975—1976 гг. — по деятельности частных строительных компаний на Ямайке,
- 1977—1978 гг. — по деятельности частных предприятий на Барбадосе,
- 1986 г. — по нарушению избирательного законодательства на муниципальных выборах на Ямайке.

В 1975—1989 гг. являлся председателем Западного регионального Совета Cheshire Homes.
В 1966 г. королевой Елизаветой II был возведен в рыцарское достоинство.